# Награди „Оскар“ (50-а церемония)
Петдесетата церемония по връчване на филмовите награди „Оскар“ се провежда на 3 април 1978 година. На нея се връчват призове за най-добри постижения във филмовото изкуство за предходната 1977 година. Събитието се провежда в „Дороти Чандлър Павилион“, Лос Анджелис, Калифорния. Водещ на представлението е шоуменът Боб Хоуп, негово последно от многобройните му водения на церемонията през годините.
Големият победител на вечерта е житейската романтична трагикомедия „Ани Хол” на режисьора Уди Алън, номинирана във всичките 5 основни категории за наградата, печелейки 4 статуетки.
Сред останалите основни заглавия са първият филм от космическия епос „Междузвездни войни“ на Джордж Лукас, драмата „Джулия“ на Фред Зинеман, драматичният романс „Повратна точка“ на Хърбърт Рос и научнофантастичният „Близки срещи от третия вид“ на Стивън Спилбърг.
Филмът „Повратна точка“ поставя рекорд за произведение с най-много номинации, 11 на брой, без спечелена статуетка.
Събитието е белязано и от политическата насоченост на речта на актрисата Ванеса Редгрейв при получаване на наградата си за най-добра поддържаща роля.

## Филми с множество номинации и награди
| Долуизброените филми получават повече от 2 номинации в различните категории за настоящата церемония: - 11 номинации: Джулия, Повратна точка - 10 номинации: Междузвездни войни - 8 номинации: Близки срещи от третия вид - 5 номинации: Ани Хол, Момиче за сбогом - 3 номинации: Еквус, Шпионинът, който ме обичаше | Долуизброените филми получават повече от 1 награда „Оскар“ на настоящата церемония: - 6 статуетки: Междузвездни войни - 4 статуетки: Ани Хол - 3 статуетки: Джулия - 2 статуетки: Близки срещи от третия вид |

## Номинации и награди
Долната таблица показва номинациите за наградите в основните категории. Победителите са изписани на първо място с удебелен шрифт.
| Най-добър филм | Най-добър режисьор |
| --- | --- |
| - Ани Хол - Момиче за сбогом - Джулия - Междузвездни войни - Повратна точка | - Уди Алън – Ани Хол - Стивън Спилбърг – Близки срещи от третия вид - Фред Зинеман – Джулия - Джордж Лукас – Междузвездни войни - Хърбърт Рос – Повратна точка                                                               |
| Най-добра мъжка роля | Най-добра женска роля |
| - Ричард Драйфус – Момиче за сбогом - Уди Алън – Ани Хол - Ричард Бъртън – Еквус - Марчело Мастрояни – Специален ден - Джон Траволта – Треска в събота вечер                                 | - Даян Кийтън – Ани Хол - Ан Банкрофт – Повратна точка - Джейн Фонда – Джулия - Шърли Маклейн – Повратна точка - Марша Мейсън – Момиче за сбогом                                                                             |
| Най-добра поддържаща мъжка роля | Най-добра поддържаща женска роля |
| - Джейсън Робардс – Джулия - Михаил Баршников – Повратна точка - Питър Фърт – Еквус - Алек Гинес – Междузвездни войни - Максимилиан Шел – Джулия                                             | - Ванеса Редгрейв – Джулия - Лесли Браун – Повратна точка - Куин Къмингс – Момиче за сбогом - Мелинда Дилън – Близки срещи от третия вид - Тюсдей Уелд – Търсене на господин Гудбар                                          |
| Най-добър оригинален сценарий | Най-добър адаптиран сценарий |
| - Ани Хол – Уди Алън и Маршъл Брикман - Момиче за сбогом – Нийл Саймън - Късното шоу – Робърт Бентън - Междузвездни войни – Джордж Лукас - Повратна точка – Артър Лаурентс                   | - Джулия – Алвин Сарджънт - Еквус – Питър Шафър - Никога не съм ти обещавал градина от рози – Гавин Ламбърт и Луис Джон Карлино - О, господи! – Лари Гелбърт - Този неясен обект на желанието – Луис Бунюел и Жан-Клод Карие |
| Най-добра кинематография (операторско майсторство) | Най-добър чуждоезичен филм |
| - Близки срещи от третия вид – Вилмош Жигмонд - Търсене на господин Гудбар – Уилям Фрейкър - Острови в течението – Фред Коенкамп - Джулия – Дъглас Слокомб - Повратна точка – Робърт Съртийз | - Мадам Роза (Франция) - Ифигения (Гърция) - Операция Мълния (Израел) - Специален ден (Италия) - Този неясен обект на желанието (Испания)                                                                                    |